# Cantó de Montalban-2
El cantó de Montalban-2 és un cantó francès del departament de Tarn i Garona, situat al districte de Montalban. Comprèn una part del municipi de Montalban.

## Història
| Data d'elecció                           | Identitat                | Partit | Qualitat |
| ---------------------------------------- | ------------------------ | ------ | -------- |
| 1982-1988                                | Hubert Gouze             | PS     |          |
| 1988-2001                                | Michel Marty             | PS     |          |
| 2001-2008                                | Maryse de Santi-Almayrac | DL     |          |
| 2008-                                    | Michel Marty             | PS     |          |
| les dades anteriors no són pas conegudes |                          |        |          |
|                                          |                          |        |          |